# Les Smith (Fußballspieler, 1927)
Leslie Joseph „Les“ Smith (* 24. Dezember 1927 in Halesowen; † 8. März 2008 in Stourbridge) war ein englischer Fußballspieler. Der Rechtsaußen begann seine Laufbahn bei den Wolverhampton Wanderers, konnte sich dort jedoch nur selten gegen hochkarätige Konkurrenten auf seiner Position wie Johnny Hancocks durchsetzen und wechselte im Februar 1956 zu Aston Villa. Mit den „Villans“ gewann er 1957 den FA Cup, musste aber verletzungsbedingt noch vor seinem 30. Geburtstag die aktive Karriere frühzeitig beenden. 

## Sportlicher Werdegang
Smith schloss sich im Juni 1945 als Amateur den Wolverhampton Wanderers an und unterzeichnete im April 1946 den ersten Profivertrag. Der junge Rechtsaußen erhielt in der Schlussphase der Saison 1947/48 von Trainer Ted Vizard per Telegramm für die Partie gegen Stoke City am 17. April eine Einladung, an einem Erstligaspiel teilzunehmen und vertrat beim 3:2-Sieg den etatmäßigen Außenstürmer Johnny Hancocks. Es dauerte unter Vizards Nachfolger Stan Cullis bis zur Saison 1951/52, als der für Schnelligkeit und Einfallsreichtum bekannte Smith regelmäßiger zum Zuge kam und bei seinen 15 Ligaauftritten schoss er sieben Tore (darunter alleine sechs im Dezember 1951). Der sportliche Durchbruch blieb ihm jedoch im weiteren Verlauf der Jahre verwehrt. Dies lag auch in der starken internen Wettbewerbssituation begründet, denn Hancocks galt auf seiner Position als einer der besten im englischen Fußball. Smith schlüpfte als Ersatzmann gelegentlich auch in andere Rollen, beispielsweise auf der linken Seite für den nicht weniger prominenten Jimmy Mullen. Anstelle von Mullen lief Smith viermal in der Meistersaison 1953/54 für die Wolves auf und steuerte am 10. Oktober 1953 gegen Newcastle United einen Treffer zum 2:1-Sieg bei. Das persönlich ertragreichste Jahr verlebte Smith in der Saison 1954/55 mit 38 Pflichtspieleinsätzen (und dem Gewinn der Vizemeisterschaft hinter Chelsea), aber nach Mullens Comeback ließ ihn Wolverhampton im Februar 1956 für eine Ablösesumme von 25.000 Pfund zu Aston Villa weiterziehen, das in der ersten englischen Liga um den Klassenerhalt kämpfte.
Smith stieß in der gleichen Zeit zu Aston Villa wie Jimmy Dugdale und war sofort maßgeblich mit daran beteiligt, dass der Abstieg abgewendet werden konnte. Rund zwölf Monate später erreichte er im FA Cup mit den „Villans“ das Endspiel. Dort besiegte Smith mit seinen Mannen die berühmten „Busby Babes“ von Manchester United überraschend mit 2:1 – „begünstigt“ durch die frühe Verletzung von Uniteds Tormann Ray Wood. Auch in der Meisterschaft lief es gut für den Neuling mit zwölf Toren in der Saison 1956/57. In den folgenden zwei Jahren blieb Smith Stammspieler, aber die Zeit endete mit einer sportlichen Enttäuschung, als Aston Villa als Tabellenvorletzter nun doch in zweite Liga abstieg. Aufgrund eines Achillessehnenrisses endete Smiths Karriere abrupt. Er konnte in der Saison 1959/60 keinen Beitrag mehr zum Wiederaufstieg als Zweitligameister leisten und trat 1960 als aktiver Profisportler zurück.
Im Alter von 80 Jahren erlag Smith im März 2008 den Folgen einer Krebserkrankung im Mary-Stevens-Hospiz in Stourbridge.

## Erfolge
- Englischer Pokal (1): 1956/57